# Économie d'Oman

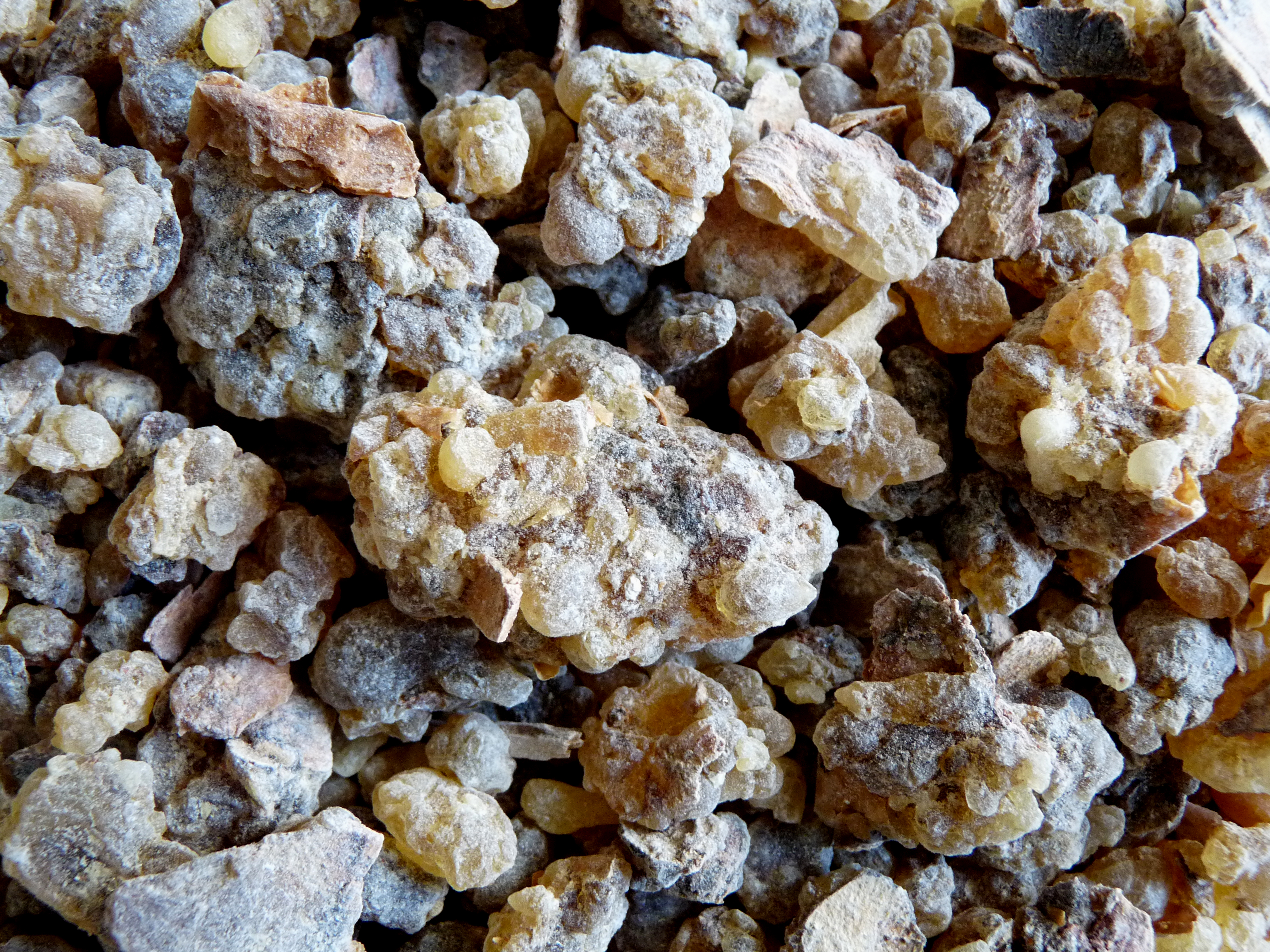
Cristaux d'encens du Dhofar

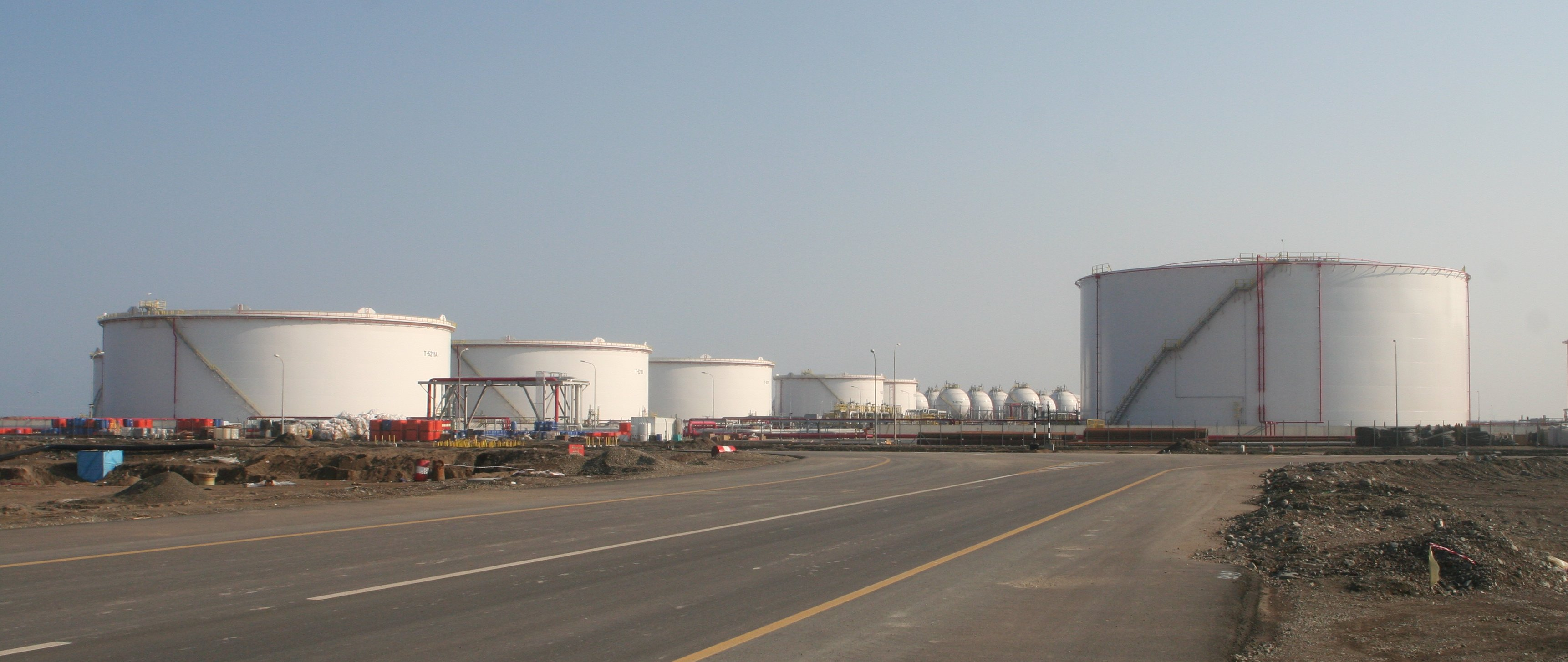
Pétrochimie à Sohar

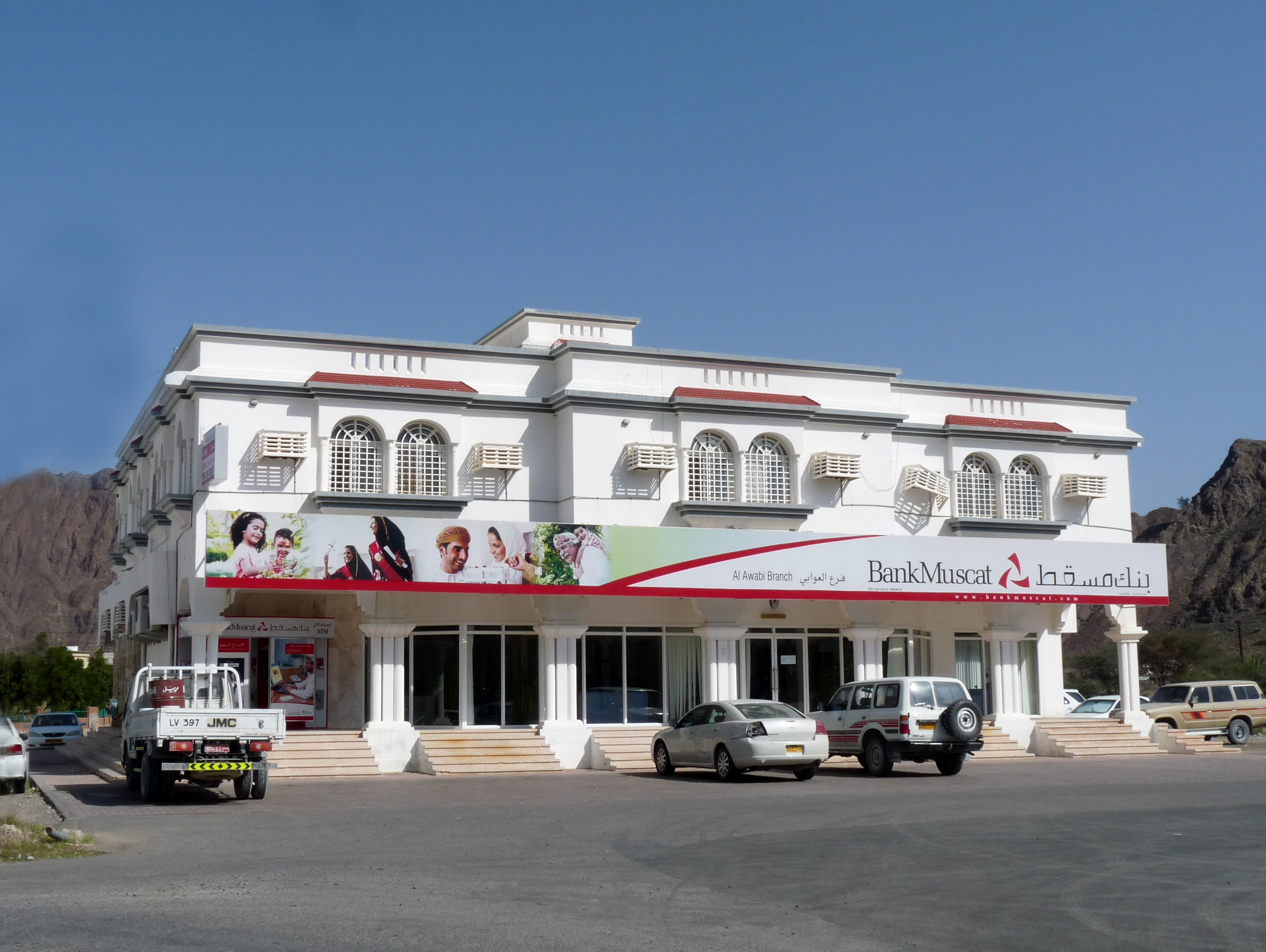
Banque omanaise dans le nord du pays

L'économie d'Oman est dominée par sa dépendance au pétrole. 

## Chronologie de l'évolution de l'économie omanaise
Après 40 ans de règne du sultan Saïd ibn Taïmour, caractérisé par une fermeture au monde extérieur à l'exception du Royaume-Uni, son fils Qabous se montre avide de rattraper le temps perdu après son accession au pouvoir en 1970. Malgré une ouverture économique croissante, le sultanat s'est montré réticent à accepter des financements de pays du Golfe, par peur que cela ne réduise son indépendance politique,. Se sachant au cœur de rivalités stratégiques, Oman fait, sur le plan économique comme géopolitique, une priorité de la diversification des alliances pour maintenir une indépendance relative.
Il s'agit d'un tableau de l'évolution du produit intérieur brut d'Oman au prix du marché par le Fonds monétaire international.
| Année       | PIB (en millions de dollars US) | Revenu per capita | Comparatif revenu per capita (% USA) |
| ----------- | ------------------------------- | ----------------- | ------------------------------------ |
| 1980        | 6 342                           | 4 674             | 38,16                                |
| 1985        | 10 395                          | 6 129             | 34,65                                |
| 1990        | 11 686                          | 6 341             | 27,33                                |
| 1995        | 13 803                          | 6 355             | 22,84                                |
| 2000        | 19 450                          | 8 097             | 22,97                                |
| 2005        | 30 905                          | 11 806            | 27,70                                |
| 2010        | 58 814                          | 23 351            | 49,88                                |
| 2015 (est.) | 81 550                          | 24 024            | 43,03                                |

Alors que l'État providence a été largement financée par la rente pétrolière depuis les années 1970, les autorités omanaises, conscientes de l'épuisement à venir des ressources pétrolières du sultanat, ont lancé en 2019 un plan d'ouverture et de restructuration baptisé « Vision 2040 ». Ce plan envisage de réduire le rôle de l’État dans l’économie en stimulant le secteur privé, à développer le tourisme et donner une place plus importante aux investissements étrangers. Enfin, un programme dans le cadre du neuvième plan quinquennal (2016-2020), le programme national pour l’amélioration de la diversification économique (TANFEEDH), dans lequel cinq secteurs sont ainsi sélectionnés par les autorités pour tenter de diminuer la dépendance du budget national aux hydrocarbures : l’industrie manufacturière, les transports et la logistique, le tourisme, la pêche et l’exploitation minière.

## Principaux secteurs économiques

### Industrie pétrolière
Les premières découvertes de pétrole datent du début des années 1960 et sont exploitées par la « Petroleum Development Oman », co-détenue par Shell, la Compagnie Française des Pétroles, et la Fondation Gulbekian. Après l'accession au pouvoir du sultan Qabous, l'État omanais nationalise la PDO à hauteur de 60 %, et voit ses recettes pétrolières augmenter fortement grâce au choc pétrolier de 1973, qui permet d'engager la modernisation du pays. Cette hausse des recettes pétrolières permet aussi au Sultan Qabous de mettre fin à la guerre du Dhofar, en promettant d'investir massivement dans cette région du sud, dont la pauvreté et la négligence par son père Saïd ibn Taïmour a été l'une des principales causes du soulèvement.
Ainsi, selon un rapport du Programme des Nations unies pour le développement, Oman est le pays au monde dont l’indice de développement humain a le plus progressé entre 1970 et 2010.
Mais si Oman est un pays exportateur de pétrole, celui-ci a toujours refusé d'adhérer à l'OPEP pour se préserver de l'influence des autres pays du Golfe. Pour autant, bien que non-membre de l'OPEP, Oman a généralement suivi les politiques de production adoptées par l'organisation.
En 2018, les revenus du gouvernement reposent à 80 % sur les hydrocarbures, dont l'exploitation représentent près d’un tiers du PIB. Les compagnies pétrolières BP et Total ont d'importantes activités d’exploration et de production à Oman. Néanmoins, la baisse du prix du pétrole en 2014 qui a engendré un déficit important dans les finances publiques, ainsi que la perspective d'épuisement des réserves d'hydrocarbures d'ici 20 ans pour le pétrole et 35 ans pour le gaz, poussent le sultanat à diversifier son économie.

### Autres secteurs énergétiques
S’inscrivant dans l’ère du temps, Oman souhaite aussi contribuer au développement de l’hydrogène vert. En février 2022, le Sultan Haïtham ben Tariq, qui prévoit notamment la construction d’une usine à hydrogène vert. Sa production sera possible grâce à des parcs éoliens et solaires, étendus sur une zone de 150 km². Oman souhaite devenir partie prenante du projet européen « Fit for 55 » (un ensemble de politiques européennes visant à la réduction des émissions de gaz à effet de serre de 55 % pour 2030), lui ouvrant une nouvelle voie de diversification économique et une opportunité de renforcer sa position sur la scène internationale.

### Transport et logistique
À l’instar de ses voisins du Golfe, Oman, pays rentier, cherche à accélérer sa diversification économique, en insistant notamment sur les secteurs du transport et de la logistique. Du fait de sa situation géographique sur la mer d'Arabie, l'état des relations internationales d'Oman s'explique en partie par son statut historique de puissance commerciale reliant l’Asie du Sud et l’Afrique de l’Est,
Par leur positionnement stratégique, les deux ports omanais de Duqm et de Salalah attirent depuis plusieurs années les convoitises de plusieurs puissances internationales. Le caractère stratégique de leur position est dû à leur proximité avec les côtes iraniennes, le Yémen, et la Corne de l’Afrique, mais aussi les deux détroits clés de la péninsule arabique, Ormuz et Bab el-Mandeb, par lesquels transite une part significative du commerce mondial. La sultanat a ainsi octroyé d'importantes concessions à la Grande-Bretagne, aux États-Unis, et plus récemment la Chine (dans le cadre des Nouvelles routes de la soie) et l'Inde,. Le Koweït et la Corée du Sud y investissent aussi massivement.

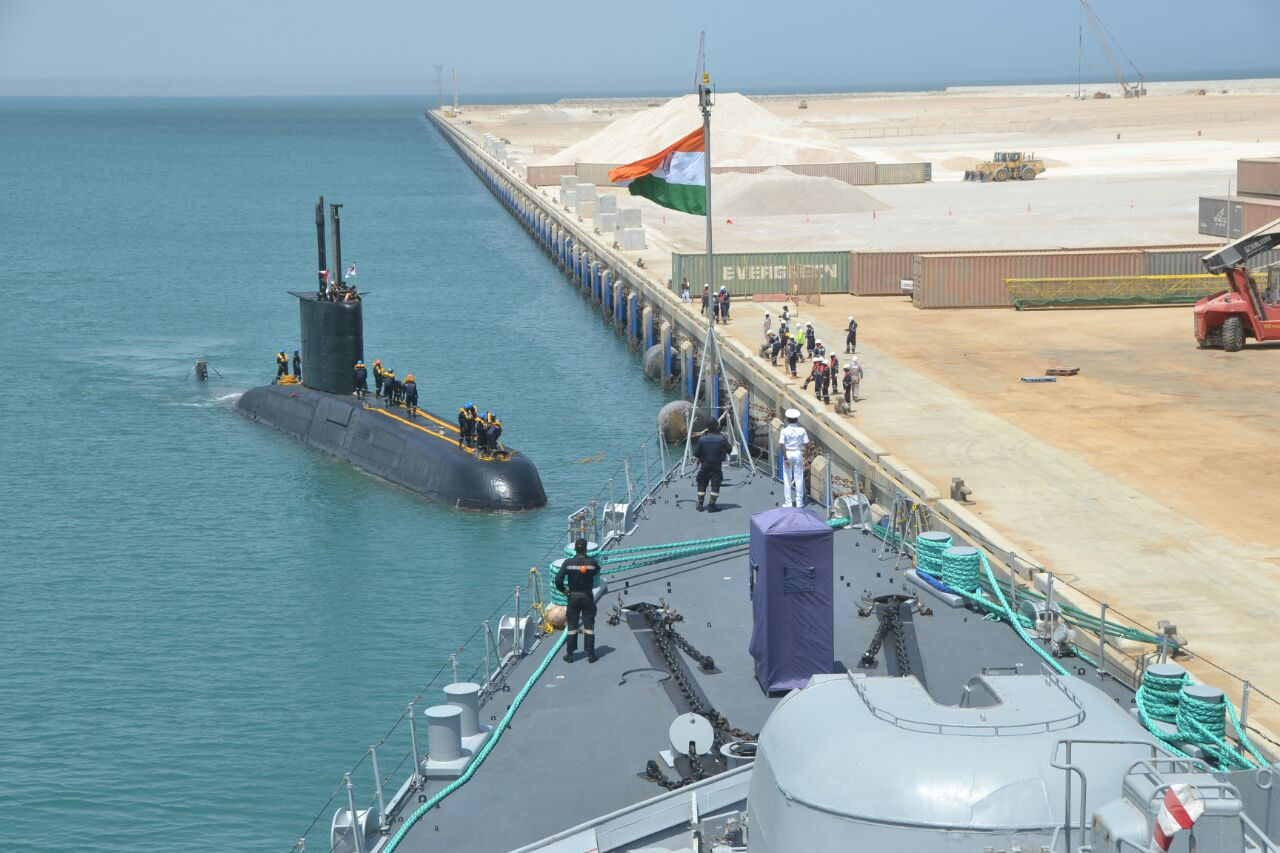
Port de Duqm à Oman.

Néanmoins, cette « ouverture à la concurrence internationale » dans les investissements étrangers dans ses infrastructures portuaires place Oman au centre d'une compétition internationale sur son territoire. L'expansion de la Chine, qui contrôle déjà le port pakistanais de Gwadar et une partie de celui de Djibouti inquiète les États-Unis et l'inde cible de la stratégie chinoise d'encerclement du « collier de perles ». En outre, sur le plan géopolitique, le port omanais de Duqm pourrait concurrencer le port émirati de Jebel Ali et redessiner les rapports de force entre les pays membres du Conseil de Coopération du Golfe.
En outre, le rayonnement des ports omanais n'est possible qu’avec l’agrégation d’infrastructures terrestres nationales pour relier les six économies des pays du Conseil de Coopération du Golfe. Ainsi, en juin 2013, Oman lance le projet d’un réseau ferroviaire, le « Train du Golfe », d’un coût de 15,5 milliards de dollars, dans le cadre d'un projet d'infrastructure plus vaste destiné à connecter les six états du Conseil de coopération du Golfe. Le lancement de ce réseau ferré intra-Golfe serait une opportunité pour certains États, notamment Oman, de faciliter le fret à travers la péninsule arabique, favorisant l’émergence de hubs alternatifs pour l’importation des marchandises, et pour l’exportation de millions de barils d’or noir vers l’Asie. Ce rail régional propulserait les ports omanais ouverts sur l’océan Indien au rang de porte d’entrée vers les marchés du Golfe, car ceux-ci ont l’avantage, de se situer hors du détroit d’Ormuz, que l'Iran menace régulièrement de fermer en réponse aux sanctions économiques américaines. Mais malgré d'évidents bénéfices économiques et environnementaux (en remplaçant une partie du transport régional actuellement effectuée par camions), ce projet ferroviaire peine à se concrétiser, en raison d'une rivalité, voire d'une animosité persistante entre pays du Golfe, comme en témoigne la crise de 2017 à 2021. En novembre 2018, le ministre israélien des Transports présente à Mascate un autre projet de ligne ferroviaire appelée la « voie de la paix régionale » reliant, le port Haïfa, à travers son pays aux pays du Golfe en passant par la Jordanie.

### Tourisme

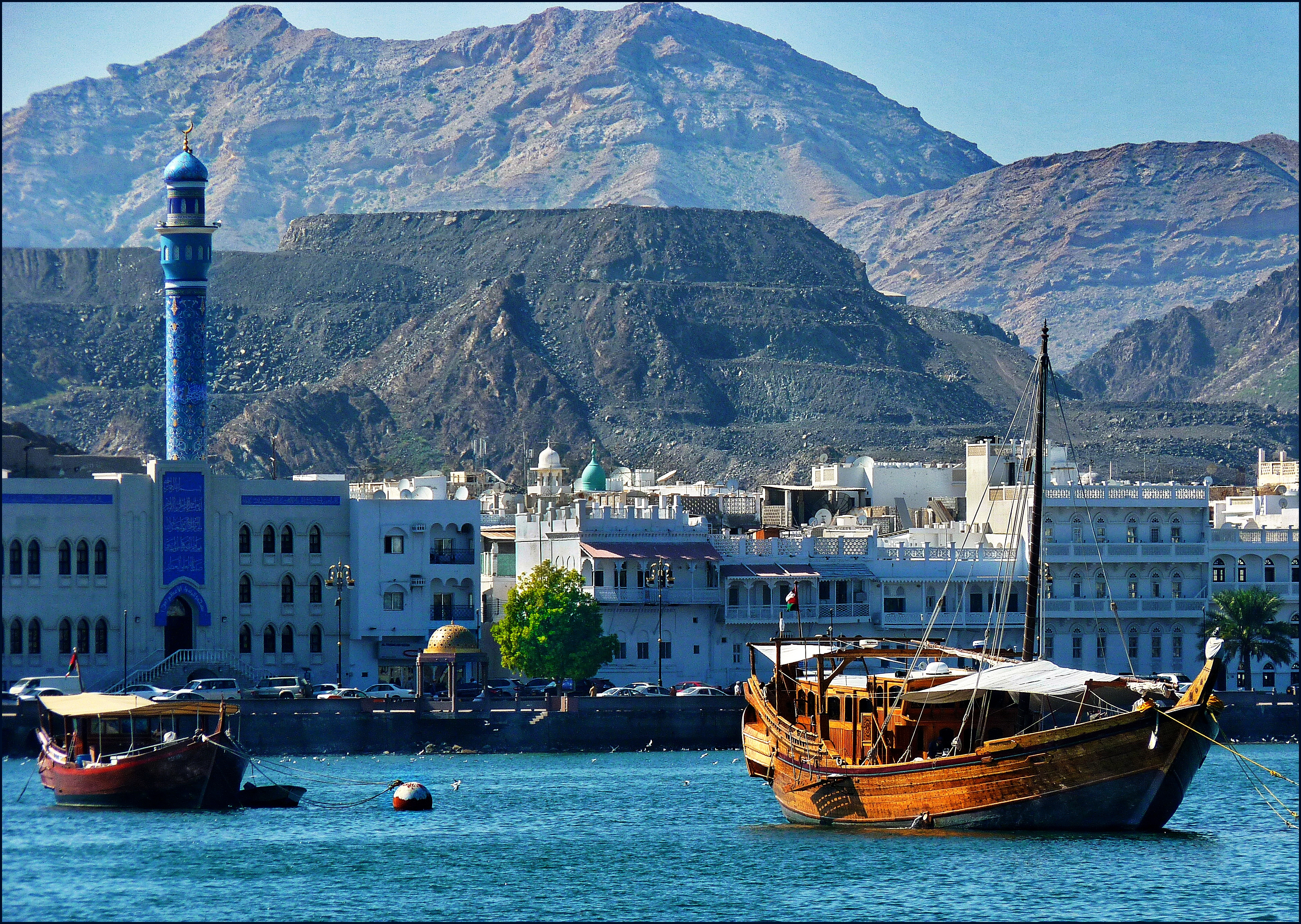
Port du Sultan-Qabous à Mascate.

Enfin, le tourisme, activité quasi inexistante au début des années 2000, se développe depuis le début des années 2010, encouragé par la monarchie qui mise sur cette ressource pour compenser le déclin de sa production de pétrole. Les autorités ont ainsi débloqué un budget de 5,5 milliards d'euros réparti sur vingt-cinq ans pour développer le secteur du tourisme, qui doit permettre d'attirer 40 milliards d'euros d'investissements privés.
En 2017, l'accueil de touristes a rapporté 2,2 milliards de dollars soit 3,2 % du PIB du sultanat, avec notamment une hausse de 20% des touristes français et de 40% des touristes allemands par rapport à 2016. D’ici 2027, le gouvernement omanais espère que l’industrie touristique atteindra 10 % du PIB, alors que le nombre de touristes extérieurs visitant le sultanat augmente de 5 % chaque année. Néanmoins, en 2020, la crise du coronavirus met un coup d'arrêt à la croissance de ce secteur à Oman, alors que 3,2 millions de touristes visitaient le sultanat avant la pandémie, un flux multiplié par 2 en 10 ans.
Pour autant, le développement de ce secteur reste une priorité à long terme pour le sultanat qui mise sur une clientèle haut de gamme plutôt que sur un tourisme de masse. En novembre 2021, la société immobilière saoudienne Dar al-Arkan Real Estate Development s’associe à l’organisation Trump pour développer un projet de golf et de résidences à 4 milliards de dollars dans le sultanat, avec l'appui de la famille régnante.

#### Sites touristiques
- Côte de la Batinah, avec les forts de Saham, Al Khabura, As Suwayq,
- Hajars de l'ouest, chaîne de montagnes entre Mascate et les EAU,
- Jebel Shams et Jebel Akhdar,
- Mascate, Qurayat, et la côte à proximité de la capitale,
- Hajars de l'est, chaîne de montagnes entre Mascate et Sur,
- Wahiba Sands (Ach Charqiya)
- Turtle Beach, sur l'île de Masirah,
- Jaaluni Nature Reserve,
- Salalah et le Dhofar,

#### Sites archéologiques
- Nord : Buraymi, Hafit, Bat,
- Dhofar : Ubar, Job's Tomb, Khor Rouri, Jebel Samban...

#### Sites de protection de la nature
- Oman Bird Group
- Oman Botanic Garden
- Biodiversité
- Espèces en danger : ibex, oryx, outarde, ratel (honey badger), tahr, chat des sables, caracal, mangouste,

## Les travailleurs étrangers
En 2020, les étrangers représentent environ 40% de la population d'Oman qui compte environ 4,5 millions d'habitants, alors que plus de 25 millions d'étrangers vivent dans le Golfe, constituant même la majorité de la population au Qatar, au Koweït et aux Émirats arabes unis. Les métiers les plus difficiles notamment dans l'industrie sont exercés par des travailleurs bangladais, philippins et pakistanais, tandis que les postes un peu plus élaborés, sont occupés par des Indiens.
En janvier 2021, le sultanat a annonce l'exclusion des travailleurs étrangers de plusieurs activités du secteur privé dans ce pays du Golfe, afin de favoriser l'emploi des nationaux dans le contexte la crise économique. Les activités concernées les compagnies d'assurance, les magasins ou encore les concessions automobiles, ainsi que le métier de chauffeur ; de ce fait, les permis de travail des étrangers qui occupent ces postes ne sont pas renouvelés. Parallèlement, une directive du Ministère des Finances appelle les entreprises publiques à remplacer leurs employés étrangers par des nationaux, pour offrir des opportunités d'emploi aux Omanais qualifiés et renforcer les compétences et les capacités nationales.

## Investissements étrangers
Les investissements directs étrangers représentaient en tout cas 12 % du PIB omanais en 2023, contre moins de 3 % en 2019.

## Fiscalité
En juin 2025, Oman devient le premier pays du Golfe à mettre en place un impôt sur le revenu, qui doit entrer en vigueur en 2028.
Le pouvoir avait déjà entamé certaines des réformes fiscales les plus ambitieuses du Golfe à partir de 2015, après la chute des cours du pétrole, mettant en place une série de mesures d’austérité budgétaire, de nouvelles taxes et une réduction des subventions. Alors que le taux de taxation moyen y est très faible, Mascate a accéléré le mouvement dès 2021 avec l’introduction d’une TVA à 5 %. Ce qui a permis de maîtriser la dette publique, tombée à 35 % du PIB en 2025, contre 68 % en 2020.